# Boon il saccheggiatore
Boon il saccheggiatore (The Reivers) è un film del 1969 diretto da Mark Rydell e ispirato al romanzo The Reivers (1962; ed. it.: I saccheggiatori, Mondadori, 1963) di William Faulkner.

## Trama
Il vecchio e austero McCaslin, proprietario di una scuderia, ha comprato una magnifica automobile, una fiammante Winton Flyer gialla, e, quando gli è toccato partire, con il figlio e la nuora, per un funerale, l'ha lasciata in custodia al giovane Boon Hogganbeck. Questi approfittando che il "padrone" - così lo chiamano tutti - starà via qualche giorno, insieme al piccolo Lucius, undicenne nipote di McCaslin, decide di prendere l'automobile e parte per Memphis; con loro, sbucato fuori durante il viaggio, c'è anche l'allegro Ned, un giovane di colore. Il luogo in cui Boon è diretto non è di quelli in cui si possa portare un bambino; è la casa di malaffare di miss Reba, ove Hogganbeck va per rivedere Corrie. Naturalmente, Lucius non sa bene in che tipo di posto Boon l'abbia portato, ma sa, vagamente, che una sgualdrina non è una donna rispettabile. Egli è convinto che Corrie, la quale è stata gentile e gli ha fatto pesare meno la lontananza della madre, non può essere, come vorrebbe il maligno nipote del proprietario della "casa", una sgualdrina.
Apprendendo che Lucius si è battuto per difendere la sua reputazione, Corrie si decide a cambiare vita. Ned, nel frattempo, ha barattato l'auto del "padrone" con un cavallo, Saetta, ed ora, per riaverla, bisognerebbe che l'animale vincesse una corsa fissata di lì a due giorni. Insieme i tre amici e Corrie s'avviano, su una carrozza a cavalli, verso l'ippodromo. Contrariamente alle previsioni però - ma Ned lo "sapeva" - Saetta, montato da Lucius, vince e Boon può riprendersi l'auto di McCaslin. Al ritorno a Jefferson, il piccolo Lucius subisce, per le bugie dette, un'affettuosa ma severa lezione da parte del nonno, mentre Boon gli annuncia che sposerà Corrie.